# 史蒂夫·金特
罗伯特·史蒂夫·金特（英語：Robert Steve Genter，1951年1月4日—），美国男子游泳运动员。他曾代表美国参加1972年夏季奥林匹克运动会游泳比赛，获得一枚金牌和二枚银牌。